# Україна (велосипед)

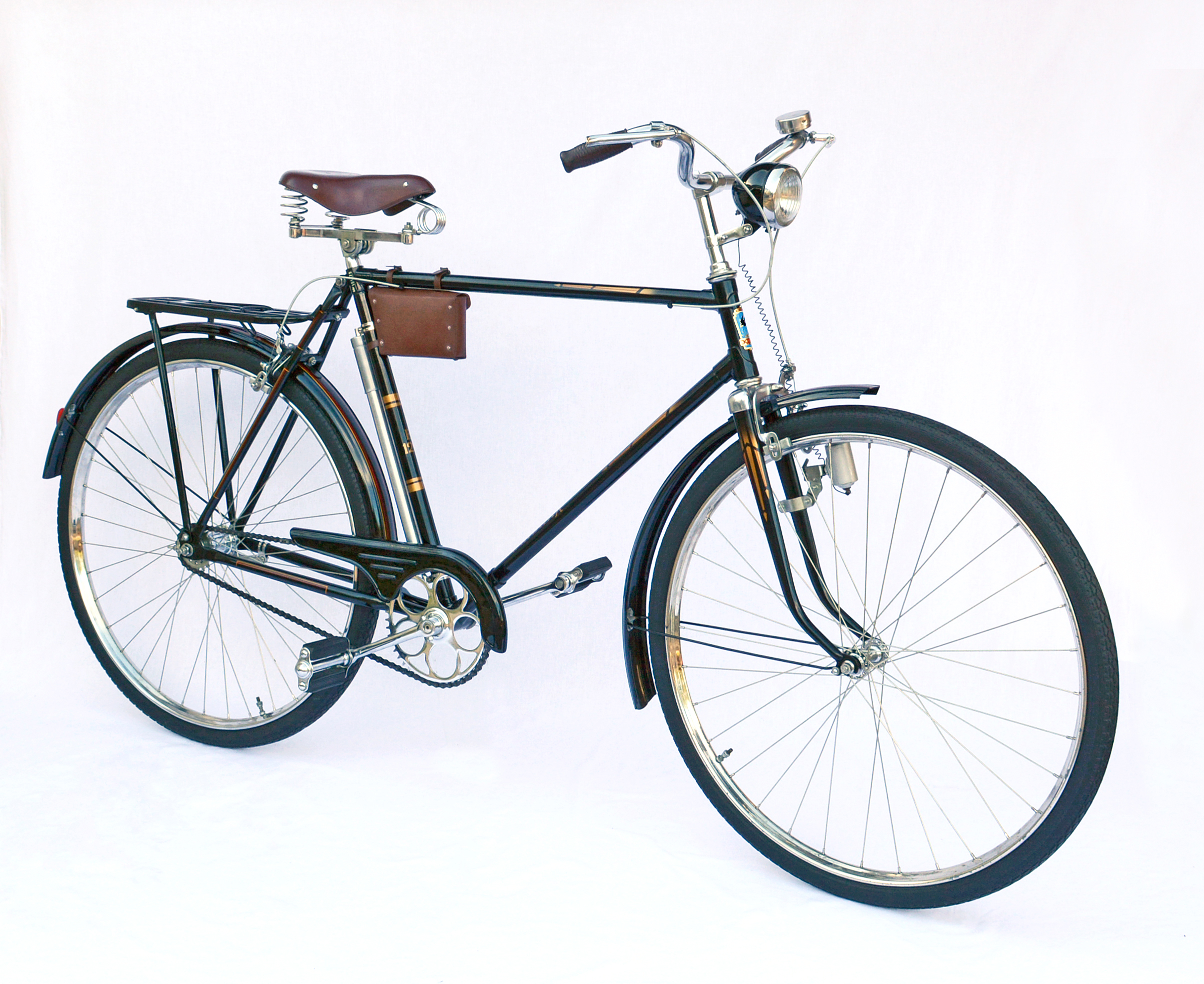
Велосипед ХВЗ «Україна» В-120. Перша модель повоєнної серії «Україна» виробництва 1960 року, оснащена додатковими ручними гальмами.

«Україна» — серія чоловічих дорожніх велосипедів, що вироблялись Харківським велозаводом. Наймасовіша марка велосипеда, що вироблялись в СРСР. Моделі велосипеда «Україна» мали постійний попит не тільки у СРСР, але й успішно експортувались у понад 30 країн світу.

## Історія
В роки Першої світової війни велосипедну фабрику Лейтнера в Ризі було перевезено до Харкова. Після Жовтневого більшовицького перевороту 1917 року вона була націоналізована, і в 1923 році на її базі було засновано Харківський велосипедний завод імені Г. І. Петровського.

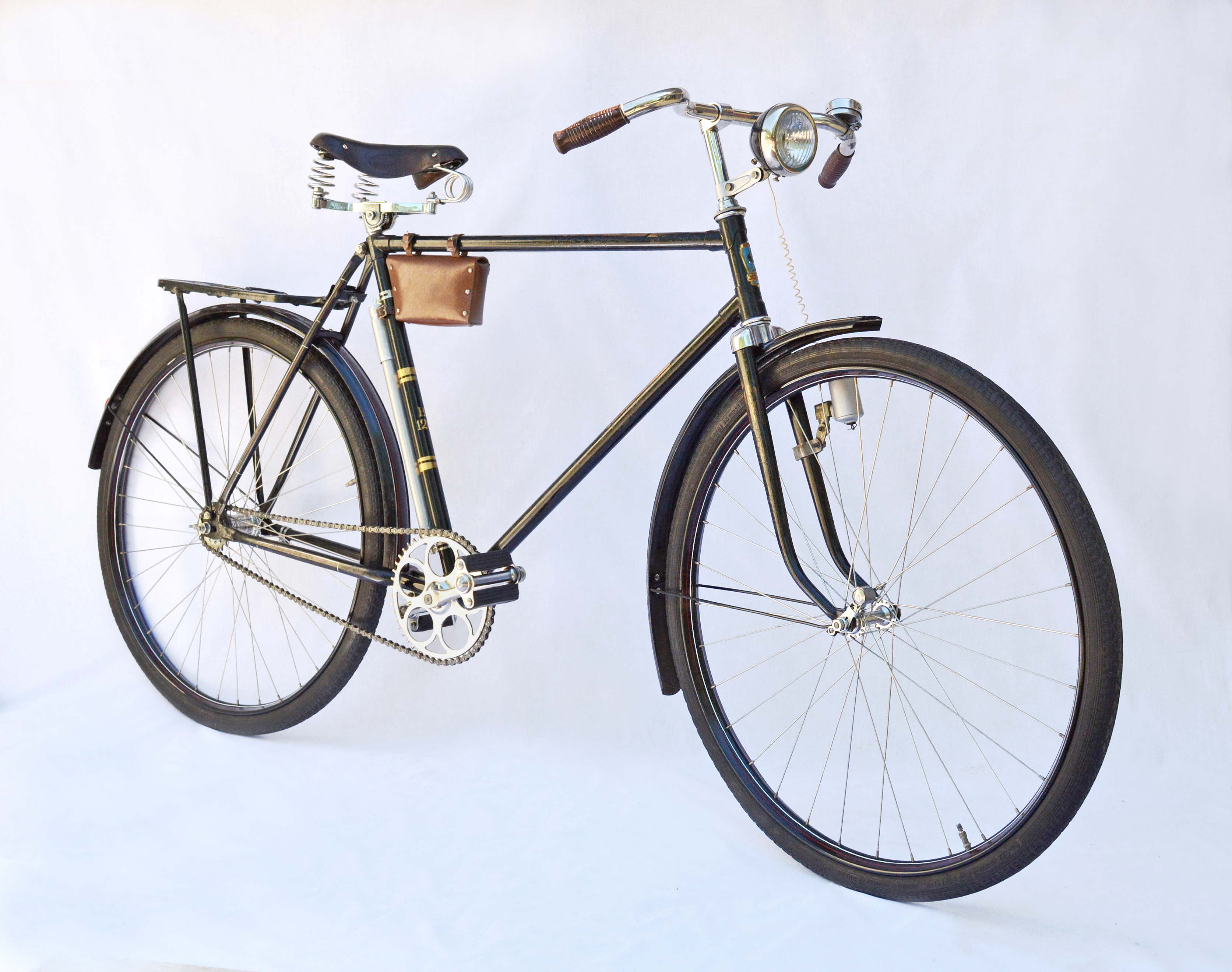
Велосипед «Україна» В-120, серійна модель виробництва 1961 року.

У 1926 році було налагоджено виробництво чоловічого дорожнього велосипеда. Це була модель велосипеда, який вироблявся фабрикою Лейтнера в дореволюційний час. Інформація про конструкцію та кількість вироблених велосипедів достовірно невідома.
Більш відомою є марка велосипеда, що почала вироблятись на Харківському велосипедному заводі з 1960 року. Першою моделлю, яка отримала назву «Україна», був велосипед В–120. Ця версія дорожнього велосипеда прийшла на зміну моделі В–110 «Прогрес», розробленої на початку 1950-х років на базі довоєнних німецьких велосипедів.

## Модифікації велосипеда «Україна»

### «Україна» модель В-120
Велосипед В-120 «Україна», на відміну від моделі В-110 мав подовжену раму, горизонтальні задні кріплення колеса обладнані натяжниками ланцюга, нове сідло з трьома пружинами (з передньою кільцеподібною пружиною), посилені ланцюгові вилки і стійки, які кріпилися до підсідельного вузла болтом, замість паяння. Привідна зірка була з малюнком у вигляді кіл, катафот на задньому щитку став пластиковим, овальної форми. На рамі кріпилася сумочка для інструментів прямокутної форми, виготовлена з коричневого лакованого шкірозамінника. Цільноштампований задній багажник оснащувався пружинним тримачем.

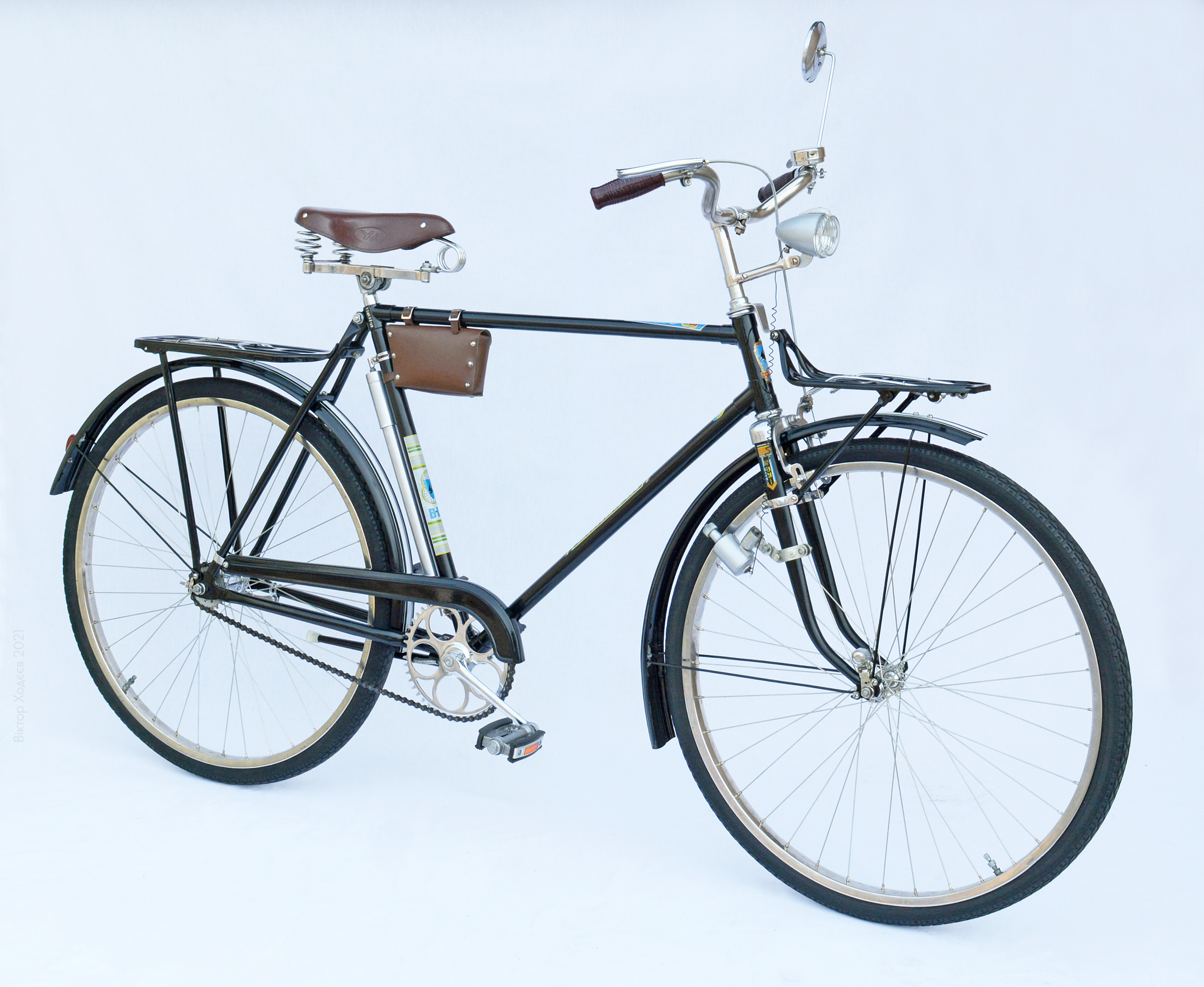
Велосипед «Україна» В-130 1967 рік.

Ободи коліс мали профіль типу «чайка», з кількістю спиць на передньому 32, задньому 36 штук. Вони були хромовані або фарбовані в колір рами.
Велосипеди, в основному, фарбували в чорний колір, але певна кількість, були зеленого, блакитного та інших кольорів.
На раму бронзовою фарбою під трафарет наносили написи «Україна», «В-120» та декоративні лінії. Подібний малюнок наносився і на вилку, щитки коліс, а фарбовані ободи прикрашалися двобарвними ліновками. На задньому щитку наносилася кольорова деколь з емблемою заводу.
Модель велосипеда В-120 вироблялась до 1968 року включно.

### «Україна» модель В-130, В-130К
Певний період (орієнтовно 1965—1969 рр.) завод одночасно випускав і нову на той момент модель В-130, та згодом її вдосконалений варіант В-130К (орієнтовно 1969—1976 рр.). В конструкцію моделі В-130 в порівнянні з В-120 внесли такі зміни: була збільшена глибина щитків, а щиток переднього колеса був подовжений з додатковим підкосом, встановлювалися відлиті з алюмінієвого сплаву педалі оснащені світловідбивачами, з'явився передній багажник і відкидна підніжка.
Велосипед оснастили новими сталевими ободами коліс коробчастого (п-подібного) перетину. Переднє колесо мало 36 спиць (В-120 — 32 спиці), завдяки чому була підвищена вантажність велосипеда. На моделі В-130К були змінені форма керма і його кріплення до рульової колонки (винос), щиток переднього колеса, сідло.
На раму наносилися барвисті деколі з написом «Україна», маркою велосипеда та інші дрібні малюнки.

### «Україна» модель В-134

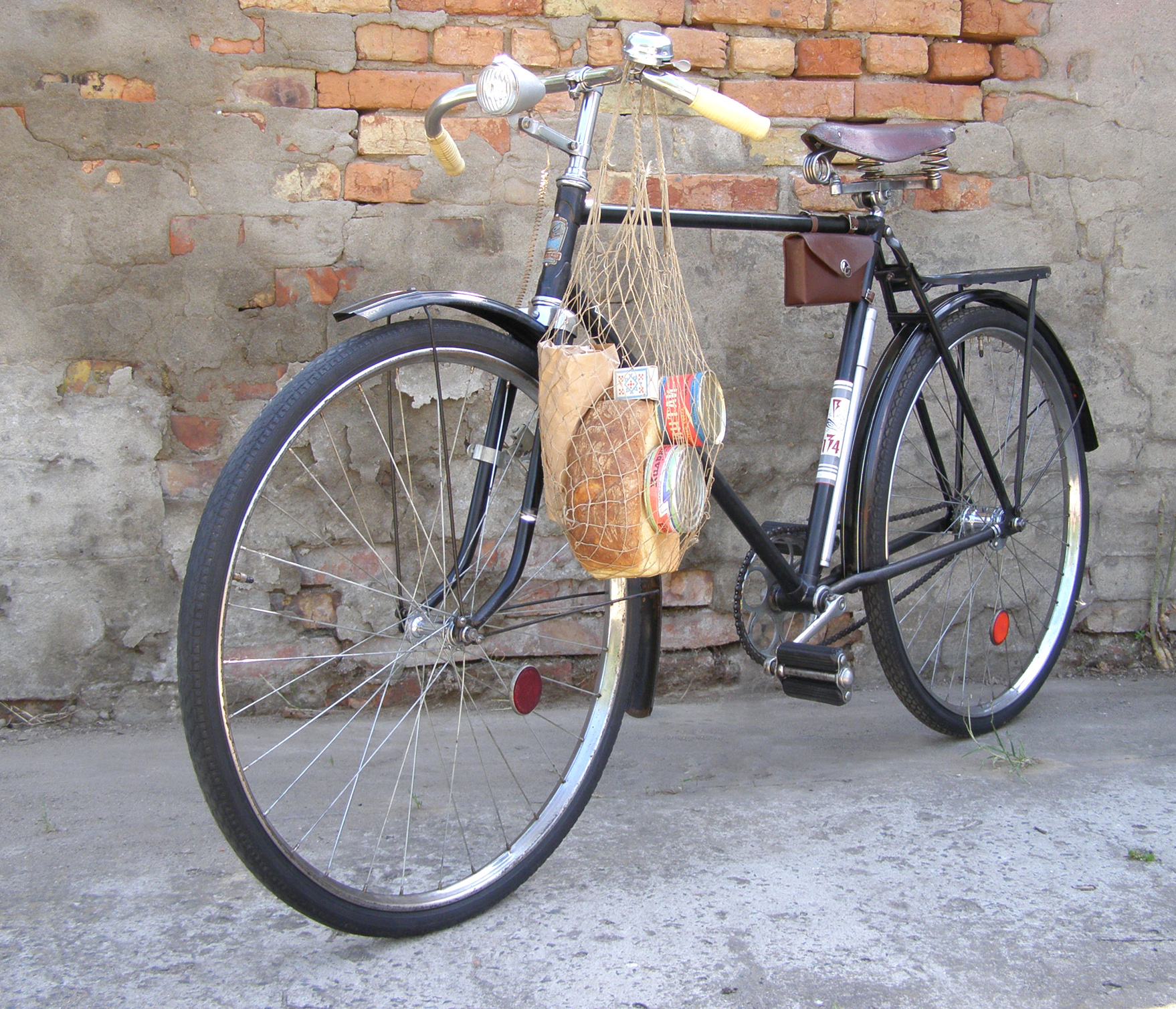
Велосипед В-134 «Україна», 1974 року випуску.

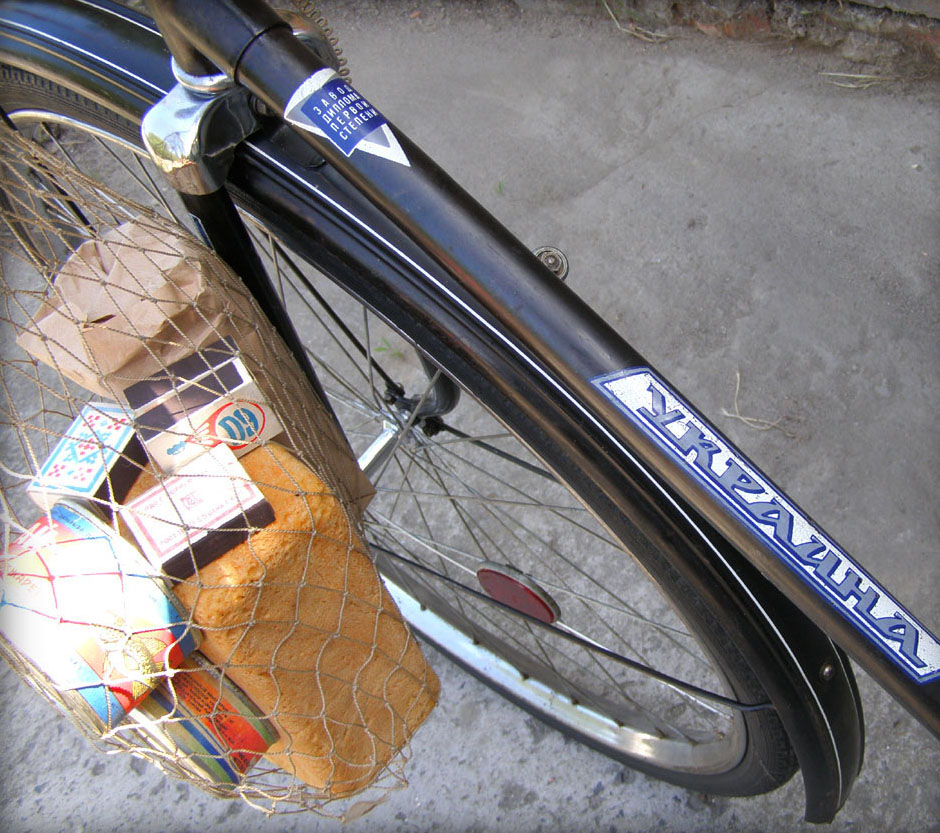
Декоративні елементи велосипеда В-134 «Україна».

В період, орієнтовно 1968—1975 років, вироблялась ще одна модель велосипеда: «Україна» В-134. На початковому етапі вона відрізнялася від В-120 декором і деяким допоміжним обладнанням: з'явився передній багажник і підніжка, нова фара і щиток ланцюга. Обода коліс залишилися типу «чайка» — переднє колесо (на відміну від В-130 / В-130К) мало 32 спиці.
Встановлювалися сталеві збірні педалі з гумовими вставками.
Велосипеди в основному фарбували в чорний колір, але значна кількість моделі В-134, були темно-червоного, блакитного, бірюзового та інших кольорів. Щитки коліс чорних велосипедів прикрашалися білими ліновками, на моделях інших кольорів щитки були повністю білі.
У 1971 році в конструкцію рам велосипедів «Україна», були внесені наступні зміни: місточки рами стали пластинчастими і кріпилися контактним зварюванням (замість паяння), також були приварені до рами штамповані гачки для кріплення насоса. Орієнтовно з 1974 року почали встановлювати бочкоподібні рукоятки керма білого кольору.
Технічні характеристики чоловічого дорожнього велосипеда В-134:
- Висота рами — 580 мм.
- База — 1175 мм.
- Розмір шин — 28 .
- Передня зірка (число зубів) — 48.
- Задня зірка (число зубів) — 19.
- Кількість передач — 1.
- Ланцюг роликовий .
- Вага велосипеда — 17 кг.

### Наступні моделі
З 1975 року на ХВЗ вироблялись велосипеди «Україна» з новим шестизначним маркуванням: моделі 111—411, 111—412 і 111—413. Ці велосипеди зберегли основні класичні риси попередників. На рамі з'явилося додаткове вушко для кріплення щитка ланцюга, трохи була змінена конструкція передньої вилки та форма (профіль) щитків коліс. Також на велосипеді стали встановлювати кермо нової конструкції з білими ручками нової форми.
Моделі 111—411 та 111—412 розрізнялися декором і деякими елементами оснащення.
З цього часу, через загальні наростаючі проблеми в економіці СРСР, якість продукції ХВЗ також стала значно погіршуватися.
Орієнтовно з 1980 року, почали випускати нові моделі 111—421, 111—422 і 111—423. Головним чином були змінені типи кріплення коліс (передніх і задніх) конструкція сідла та декор. Базова довжина рами до цього часу залишалась як на велосипеді В-120. Під час виробництва, штамповані багажники були замінені на трубчасті. Моделі 111—422 і 111—423 мали безгальмівну задню втулку на 1 і 3 зірки відповідно.
У другій половині 1980-х років з'являються моделі 111—431, 111—432 і трохи пізніше 111—441. Головною їх відмінністю від попередників була укорочена база та форма місточків рами. Ці моделі були останніми велосипедами «Україна» радянської епохи.

#### «Україна» модель 111-461, 111-462
Велосипеди дорожні для дорослих моделі 111-461 (ТУ У 00232779.028-96) та 111-462 з класичною рамою (моделі 33т, 33-11), із заниженою рамою для жінок (моделі 15т, 15-11), варіант з відкритою рамою (модель 15-39) та варіант з відкритою рамою та колесами розміром 26 дюймів замість 28-ми (модель 39) виробляються з 1996 року і є найдоступнішим велосипедом на внутрішньому ринку.

#### «Україна LUX»
Велосипеди «Україна LUX» («Ukraine LUX») модернізовна версія моделі 111-461. Вона має раму з труб більшого діаметру та меншою товщиною стінок, нову зірочку на 38 зубців (було 49), ширші щитки, підніжку і щиток ланцюга, а ободи колес виготовлені за алюмінію. Колеса оснащені алюмінієвими ободами власного виробництва, які випускаються з 2016 року.
- Україна LUX 64/64CZ — закрита рама.
- Україна LUX 65/65CZ — рама з заниженою верхньою трубою.

Варіанти з маркуванням CZ укомплектовані гальмівною втулкою VeloSteel (Чехія), додатковим переднім гальмом V-brake та полегшеною версією багажника.
Станом на 2020 рік ціна від приблизно 2199 гривень до 2883 гривень за модель LUX.
Станом на 2023 рік ціна велосипедів «Україна» (модель 39) та «Україна LUX» (моделі 64 і 65) становить 5310 гривень, а  «Україна» (модель 39CZ) та «Україна LUX» (моделі 64CZ і 65CZ) — 5970 гривень.

## Загальні особливості моделей

«Велосипеди дорожні для дорослих та дітей» (Посібник з експлуатації; обкладинка), ХВЗ, 2000-і роки.

За винятком деяких модифікацій, всі велосипеди «Україна» оснащувалися стандартною гальмівний втулкою заднього колеса ХВЗ типу «Torpedo». На корпусі втулки ранніх моделей вибивалася емблема із зіркою і написом «Харків» (в двох модифікаціях), потім були лише з написом «Харків» прописним шрифтом), пізніше тільки з абревіатурою «ХВЗ». Орієнтовно з 1974 року втулку перестали оснащувати клапаном для змащування. На передній втулці був штампований напис «ХВЗ».
У всіх велосипедів ХВЗ «Україна», на підсідельному вузлі рами, праворуч, штампувався серійний номер та рік випуску. У деяких моделей номер також дублювали на задньому кріпленні колеса.
Зазвичай, велосипеди «Україна» поставлялися в продаж, в стандартній комплектації, до якої входили: сумочка з інструментами, велоаптечка, задній багажник, дзвоник та насос. Додатково пропонувалося придбати передній багажник, підніжку, лічильник пробігу, дзеркало, гальмо на переднє колесо, фару і динамку. Також були поставки велосипедів укомплектованих усіма аксесуарами з заводу.
До прикладу, вартість велосипеда В-134 (без додаткової комплектації) в 1969 році становила 51 крб. 70 коп., при середній зарплаті близько 70 крб.
У 1966 році ХВЗ випустив 10 мільйонний велосипед, це була модель «Україна» В-130, а в 1979 з конвеєра зійшов уже 20 мільйонний велосипед. На час розпаду СРСР ця цифра вже досягала 30 мільйонів.

Якість виготовлення велосипедів «Україна», в цілому, була задовільна. Дрібний брак деталей, такий як перекошені різьби в конусах педалей і осей та інші дрібниці траплялись досить часто, але не псували загальної картини хорошого велосипеда. Термообробка деталей втулок каретки, коліс, вала педалей протягом довгого часу виробництва була якісною.

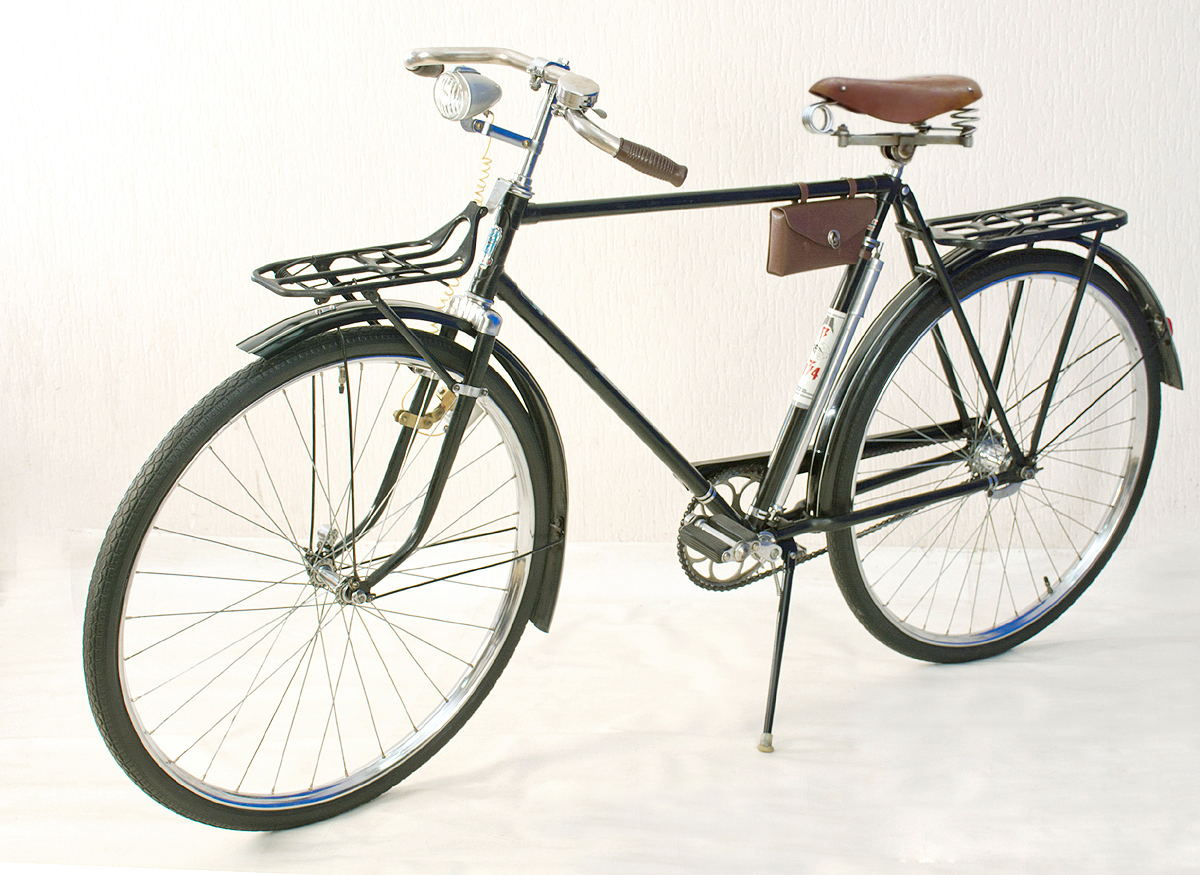
Чоловічий дорожній велосипед В-134 «Україна», виробництва 1969 року у повній комплектації.
Чоловічий дорожній велосипед «Україна LUX» 64, у повній комплектації.

## Технічні характеристики
- Офіційний сайт виробника та посібники з експлуатації

| Модель               | Модель               | В-120 «Україна» | В-130 «Україна» | В-134 «Україна»         | «Україна» 33т   | «Україна LUX» 64 | «Україна LUX» 64CZ   |
| -------------------- | -------------------- | --------------- | --------------- | ----------------------- | --------------- | ---------------- | -------------------- |
| Роки випуску         | Роки випуску         | 1960—1968       | 1965—1969       | 1968—1975               | 2008—2022       | з 2016           | з 2016               |
| Тип рами             | Тип рами             | закрита сталева | закрита сталева | закрита сталева         | закрита сталева | закрита сталева  | закрита сталева      |
| Висота рами, мм      | Висота рами, мм      |                 |                 | 580                     | 540             | 540              | 540                  |
| Довжина рами, мм     | Довжина рами, мм     |                 |                 |                         | 580             | 580              | 580                  |
| База, мм             | База, мм             |                 |                 |                         |                 | 1090             | 1125                 |
| Діаметр колес        | Діаметр колес        |                 |                 | 28"                     | 28"             | 28"              | 28"                  |
| Розмір шин, мм       | Розмір шин, мм       |                 |                 | 40×622 мм               |                 | 47×622 мм        | 47×622 мм            |
| Тип ободу            | Тип ободу            |                 |                 |                         | стальний ХВЗ    | алюмінієвий ХВЗ  | алюмінієвий ХВЗ      |
| Передня зірка        | Передня зірка        |                 |                 | 48                      | 46              | 38               |                      |
| Задня зірка          | Задня зірка          |                 |                 | 19                      | 19              | 19               |                      |
| Кількість передач    | Кількість передач    | 1               | 1               | 1                       | 1               | 1                | 1                    |
| Ланцюг роликовий, мм | Ланцюг роликовий, мм |                 |                 | 12,7×3,4 мм (112 ланок) |                 |                  |                      |
| Гальма               | передні              |                 |                 |                         |                 | —                | ручні V-brake        |
| Гальма               | задні                |                 |                 |                         |                 | втулка ХВЗ       | втулка VeloSteel     |
| Багажник             | передні              | штампований     | штампований     |                         | —               | —                | —                    |
| Багажник             | задні                | штампований     | штампований     |                         |                 | трубчатий        | трубчатий полегшений |
| Вага, кг             | Вага, кг             |                 |                 | 17                      | 15,5            | 16               |                      |

## У масовій культурі

### У кіно
23 серпня 2020 року телеканал UA: Культура представив в ефірному мовленні та на власному YouTube-каналі 26-хвилинний документальний фільм власного виробництва «Чому «Україна»?», у якому показано історії життів українців та їхніх велосипедів «Україна».
Напередодні Дня Незалежності UA: Культура презентує свій новий фільм "Чому "Україна"?"
Стрічка розповідає три особисті історії про знаменитий велосипед. Герої фільму: київський культурний менеджер, харківський інженер і працівник комунальної служби з Карпат. Це дуже різні люди, але всіх їх об'єднує те, що вони їздять на велосипеді "Україна".— https://suspilne.media/page/115-why-ukraine/
У фільмі використовується відеохроніка заводу ХВЗ різних часів, а також в одному з епізодів фільму один з головних героїв відвідує територію заводу щоб побачити його сучасний стан.

### У літературі
У повісті «Таємниця трьох невідомих» (1970) українського письменника Всеволода Нестайка показано роль та значення велосипеда у сільскому житті українців:
Молодчинка отой руський мужик Артамонов, що велосипед видумав! Що б це люди робили без велосипедів! У нас усе село на велосипедах їздить: і в поле, сапку до рами прив’язавши, і на базар, кошики до багажника й до керма приторочивши, і куди хочеш.
Взагалі велосипед зараз — це основний на селі транспорт. Так каже дід Салимон. У місті на велосипедах тільки діти й спортсмени їздять, а в селі усі. У місті ви старої жінки на велосипеді зроду не побачите. А в нас яка-небудь сімдесятилітня баба Палажка педалі накручує, аж гай шумить, і ніхто й не дивиться, ніби то не стара баба на велосипеді, а дівчина-спортсменка.— «Таємниця трьох невідомих» (1970)
Згадка про те що велосипед нібито винайшов “руський мужик Артамонов” є міфом, який науково було спростовано у 1986-1987 роках. Велосипед був винайдений задовго до того як Єфім Міхєєвіч Артамонов почав виготовляти свої велосипеди.

Також у повісті Нестайка оповідач від імені головного героя так описує велосипед «Україна»:
А який же був велосипед! «Україна». З багажником, з фарою, з ручним гальмом. А швидкість яка! Вітер, а не велосипед!.. Був!— «Таємниця трьох невідомих» (1970)
У путівнику «Секрети України» польської письменниці Віолети Верницької велосипеду «Україна» присвячено один з розділів названий приказкою: “Не пий водки, не пий вина, купи ровер Україна”.

## Цікаві факти
- З початку 1960-років марка «Україна», стала одним із найвідоміших велосипедів вироблених в СРСР. Він був настільки популярним, що і сьогодні, в більшості випадків, майже всі дорожні велосипеди радянських часів називають «Україна».
- В ті часи, (приблизно 1960—1993 роки) загалом, велосипед був доступний у продажу. Але, була значна проблема із придбанням запчастин. Покришки, камери, гальмівні барабани та інші деталі задньої втулки були у великому дефіциті. Більшість деталей велосипеда взагалі не надходило в продаж. Щоб купити («дістати») яку-небудь запчастину, доводилося місяцями заходити в магазин «Спорттовари», з надією, що випадково вона буде на прилавку. Інколи вдавалось замовити запчастини через поштову торгову систему «Посилторг». Був відсутній також сервіс, та майстерні ремонту і обслуговування велосипедів[20].